# Sint-Katelijne-Waver (stacja kolejowa)
Sint-Katelijne-Waver (ned: Station Sint-Katelijne-Waver) – stacja kolejowa w Sint-Katelijne-Waver, w prowincji Antwerpia, w Belgii. Znajduje się na linii Bruksela - Antwerpia. 
Pierwszy budynek dworcowy pochodzi z 1880. Stacja ma nowy budynek zaprojektowany przez architekta Paula Nouille. Otwarty w 1931 roku budynek składa się z trzech części: powierzchni biurowych, poczekalni i toalet; wszystkie trzy z dwuspadowym dachem. 
Obecnie jest to przystanek kolejowy. Nie ma możliwości zakupu biletów na stacji, a jedynie w pociągu.

## Linie kolejowe
- 25 Bruksela - Antwerpia
- 27 Bruksela - Antwerpia

## Połączenia
| Typ pociągu | Trasa                                   | Takt             |
| ----------- | --------------------------------------- | ---------------- |
| L           | Antwerpia Centralna - Bruxelles-Midi    | codziennie: 1x/h |
| L           | Antwerpia Centralna - Bruksela - Nijvel | w tygodniu: 1x/h |